# Thomas Jordan Jarvis
Thomas Jordan Jarvis, född 18 januari 1836 i Currituck County, North Carolina, död 17 juni 1915 i Greenville, North Carolina, var en amerikansk demokratisk politiker och diplomat. Han var guvernör i delstaten North Carolina 1879–1885. Han representerade North Carolina i USA:s senat 1894–1895.
Jarvis utexaminerades 1860 från Randolph-Macon College. Han deltog i amerikanska inbördeskriget som kapten i Amerikas konfedererade staters armé. Han sårades i kriget.
Jarvis studerade juridik efter kriget och inledde 1867 sin karriär som advokat i North Carolina. Han flyttade 1872 till Greenville.
Jarvis tillträdde 1877 som viceguvernör i North Carolina. Guvernör Zebulon B. Vance avgick 1879 för att tillträda som ledamot av USA:s senat och Jarvis efterträdde honom i guvernörsämbetet. Jarvis efterträddes 1885 som guvernör av Alfred Moore Scales.
Jarvis var chef för USA:s diplomatiska beskickning i Brasilien 1885–1888. Senator Vance avled 1894 i ämbetet och Jarvis blev utnämnd till senaten. Han efterträddes 1895 som senator av Jeter Connelly Pritchard.
Jarvis avled 1915 och gravsattes på Cherry Hill Cemetery i Greenville.